# Tschechische Badminton-Mannschaftsmeisterschaft
Tschechische Badminton-Mannschaftsmeisterschaften werden seit 1993 ermittelt. Ebenfalls seit 1993 werden Einzel- und Juniorenmeisterschaften ausgetragen.

## Die Mannschaftsmeister
| Saison | Meister |
| ------ | --- |
| 1993   | ČKD Kompresory Praha |
| 1994   | Meteor Praha |
| 1995   | TJ Spoje Praha |
| 1996   | Meteor Praha |
| 1997   | Meteor Praha |
| 1998   | Meteor Praha |
| 1999   | TJ Spoje Praha |
| 2000   | TJ Spoje Praha |
| 2001   | Sokol Radotín Meteor OTEC Praha |
| 2002   | BK Karbo Benátky nad Jizerou |
| 2003   | BK 1973 Deltacar Benátky nad Jizerou |
| 2004   | BK 1973 Deltacar Benátky nad Jizerou |
| 2005   | BK 1973 Deltacar Benátky nad Jizerou |
| 2006   | Sokol Radotín Meteor OTEC Praha (Ondřej Lubas, Jakub Bitman, Michal Severa, Jan Jirásek, Daniel Gaspar, Jiří Skočdopole, Miroslava Vašková, Pavla Janošová, Eva Brožová) |
| 2007   | BK 1973 Deltacar Benátky nad Jizerou (Alexandr Russkikh, Jiří Provazník, Petr Jelínek, Jan Fröhlich, Ekaterina Ananina, Daniela Rubášová, Monika Vondráková)             |
| 2008   | TJ Sokol Dobruška (Ondřej Kopřiva, Tomáš Kopřiva, Václav Drašnar, Mikuláš Skála, Ladislav Tomčko, Petra Hofmanová, Šárka Křížková, Gabriela Zabavníková)                 |
| 2009   | Sokol Radotín Meteor OTEC Praha (Jakub Bitman, Pavel Drančák, Jiří Skočdopole, Josef Rubáš, Jaroslav Sobota, Miroslava Vašková, Hana Kollarová, Eva Hnilicová)           |
| 2010   | Sokol Veselý Brno Jehnice (Petr Koukal, Vladimír Závada, Jarolím Vícen, Stanislav Kohoutek, Zuzana Pavelková, Wang Lin Ling, Lucie Havlová)                              |
| 2011   | Sokol Veselý Brno Jehnice |
| 2012   | Sokol Veselý Brno Jehnice |
| 2013   | Sokol Veselý Brno Jehnice |
| 2014   | Sokol Veselý Brno Jehnice |
| 2015   | BK 1973 Deltacar Benátky nad Jizerou |
| 2016   | Sokol Radotín Meteor Praha |
| 2017   | Sokol Radotín Meteor Praha |
| 2018   | Badminton FSpS MU |
| 2019   | BK 1973 Deltacar Benátky nad Jizerou |
| 2020   | BK 1973 Deltacar Benátky nad Jizerou |
| 2021   | nicht ausgetragen |
| 2022   | BK 1973 Deltacar Benátky nad Jizerou |
| 2023   | SK Stavos Brno Slatina |
| 2024   | SK Stavos Brno Slatina |
| 2025   | |